# Kurashiki
Kurashiki (Japans: 倉敷市, Kurashiki-shi) is een stad in de prefectuur  Okayama, Japan. In 2013 telde de stad 478.591 inwoners. Het Ohara Museum of Art, dat in 1930 opende in Kurashiki, was het eerst museum in Japan met westerse kunst.

## Geschiedenis
De stad werd op 1 april 1928 gesticht. Op 1 april 2002 verkreeg Kurashiki het statuut van kernstad. In 2005 werden de gemeenten Mabi en Funao toegevoegd aan de stad.

## Partnersteden
- Sankt Pölten, Oostenrijk sinds 1957
- Kansas City, Verenigde Staten sinds 1972
- Christchurch, Nieuw-Zeeland sinds 1973
- Zhenjiang, China sinds 1997

## Geboren
- Daisuke Takahashi (16 maart 1986), kunstschaatser
- Keiji Tanaka (22 november 1994), kunstschaatser

Steden:
Akaiwa · Asakuchi · Bizen · Ibara · Kasaoka · Kurashiki · Maniwa · Mimasaka · Niimi · Okayama (hoofdstad) · Setouchi · Soja · Takahashi · Tamano · Tsuyama

Districten:
Aida · Asakuchi · Kaga · Katsuta · Kume · Maniwa · Oda · Tomata · Tsukubo · Wake
Gemeenten per district
Akita · Amagasaki · Aomori · Asahikawa · Fukuyama · Funabashi · Gifu · Hakodate · Higashiosaka · Himeji · Iwaki · Kagoshima · Kanazawa · Kashiwa · Kawagoe · Kōchi · Koriyama · Kurashiki · Kurume · Maebashi · Matsuyama · Miyazaki · Morioka · Nagano · Nagasaki · Nara · Nishinomiya · Ōita · Okazaki · Otsu · Sagamihara · Shimonoseki · Takamatsu · Takasaki · Takatsuki · Toyama · Toyohashi · Toyonaka · Toyota · Utsunomiya · Wakayama · Yokosuka